# Azaghar (Maroc)
L'Azaghar (pl : Izoughar) est un terme toponymique amazigh utilisé par les populations semi-nomades du Souss et de l'Atlas pour désigner les plaines du bas pays, où les populations pastorales montagnardes viennent passer l’hiver par opposition au terme Jbel ou Djebel à la recherche du climat clément des montagnes moyen atlasiques. Ces populations se déplacement deux  fois par an accompagnées du fameux chien local nommée  Aïdi adapté aux conditions climatiques rigoureuses de l'Atlas.

## Histoire
Chez les Zayanes, l'Azaghar désigne le territoire de la sous tribu Zayane Ait Bouhadou, qui est un espace large avec de faibles dénivellations, qui résulte d'une longue érosion et de la coalescence des bassins hydrographiques, il s'agit d'une penélaine comprise entre Sidi Lamine, Aguelmous et Khénifra.

## Liens Externes
- Agdal Patrimoine socio-écologique de l'Atlas marocain
- Effets de le surexploitation des pâturages sur le biotope du moyen Atlas marocain
- Encyclopédie berbère
- Le site Al-Azaghar (Moyen-Atlas, Maroc) : un foyer grégarigène du criquet marocain Dociostaurus maroccanus